# Chiesa di Santa Parasceva
La chiesa di Santa Parasceva (in ucraino П'я́тницька це́рква?) è una chiesa ortodossa situata nel centro storico di Černihiv, in Ucraina. È uno degli esempi più rilevanti di architettura della Rus' di Kiev del periodo pre-mongolo.

## Storia
La chiesa fu costruita tra il XII e il XIII secolo nell'allora periferia della città (in russo posad) in onore di Parasceva Pjatnica, patrona del commercio. Nel corso dei secoli venne più volte distrutta e ricostruita: nel 1239 subì danneggiamenti durante l'invasione mongolo-tatara della Rus' di Kiev, indi alla fine del XVII secolo venne ricostruita e adornata di frontoni barocchi ad opera dell'architetto Ivan Petrovič Zarudnyj, poi nel 1760 venne nuovamente danneggiata da un incendio e in seguito venne ricostruita in maniera radicalmente diversa dal suo aspetto originale. Nell'Ottocento vennero aggiunte le navate laterali e un campanile rotondo (distrutto nel 1963 dalle autorità sovietiche) che fece ammontare il numero totale di campate a 7, poi durante la seconda guerra mondiale l'edificio fu nuovamente distrutto per poi essere ricostruito nel dopoguerra secondo i progetti originali dal restauratore Pëtr Dmitrievič Baranovskij.

## Architettura
L'edificio è costruito in mattoni rossi (in parte originali e in parte ricostruiti) a campata singola e possiede una cupola a croce. La forma è simile a quella di una torre e vi sono tre navate, tre absidi e quattro colonne. Poiché le navate laterali sono di gran lunga più strette se comparate a quella centrale, esse non sono coperte da intere volte a botte, ma dalle loro metà. Il tetto è retto da un sistema di volte cilindriche che si innalzano per gradi e le pareti non sono intonacate. La facciata è realizzata in plinto ed è decorata con lesene a travi, portali prospettici, fregi ad arco, nicchie decorative e parapetto in rete. Le absidi hanno delle semicolonne ornate da fasce di parapetto a maglia romboidale, nicchie ad arco piatto e da un cornicione